# Desnormalização
A desnormalização é o processo de tentar otimizar o desempenho de leitura (ou consultas) de um banco de dados, adicionando dados redundantes. Em alguns casos, desnormalização ajuda a encobrir as ineficiências inerentes a banco de dados relacionais. É mais utilizado em sistemas OLAP, onde a ênfase está em tornar a pesquisa e a análise mais rápidas.
Existem diferentes métodos de desnormalização, os mais utilizados são:
1. Visão Materializadas
2. Colunas redundantes quando apenas a coluna redundante que é freqüentemente usada nas junções é adicionada à tabela principal.
3. Colunas derivadas quando outras colunas além daquela utilizada na junção é adicionada à tabela principal